# Sâniob
Sâniob (Ciuhoi jusqu'en 2012, ou Berettyócsohaj en hongrois) est une commune roumaine du județ de Bihor, en Transylvanie, dans la région historique de la Crișana et dans la région de développement Nord-Ouest.

## Géographie

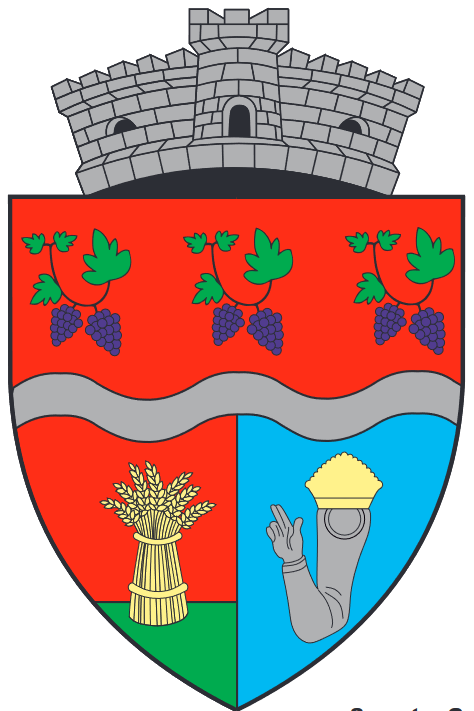
Blason du village de Sâniob

La commune de Ciuhoi est située dans le nord du județ, dans la plaine de la Barcău, sur la rive gauche de la rivière, à 15 km au sud de Săcueni et à 35 km au nord-est d'Oradea, le chef-lieu du județ.
La municipalité est composée des quatre villages suivants, nom hongrois, (population en 2002) :
- Cenaloș, Biharcsanálos (323) ;
- Ciuhoi, Berettyócsonaj (431), siège de la commune ;
- Sâniob, Szentjobb (1 243) ;
- Sfârnaș, Berettyófarnos (301).

## Histoire
La première mention écrite du village de Ciuhoi date de 1291 sous le nom de Villa Chuay dans les registres de l'évêché d'Oradea. Sâniob est cité dès 1169 sous le nom de S'ancte Jog mais il faut attendre le XIVe siècle pour voir apparaître Cenaloș (en 1342) et Sfârnaș (en 1332).
La commune, qui appartenait au royaume de Hongrie, en a donc suivi l'histoire. Le village de Sâniob abritait un château et un monastère qui a été en activité jusqu'à l'époque de la Réforme et à sa destruction par les nobles locaux convertis au protestantisme.
Après le compromis de 1867 entre Autrichiens et Hongrois de l'empire d'Autriche, la principauté de Transylvanie disparaît et, en 1876, le royaume de Hongrie est partagé en comitats. Ciuhoi intègre le comitat de Bihar (Bihar vármegye).
À la fin de la Première Guerre mondiale, l'Empire austro-hongrois disparaît et la commune rejoint la Grande Roumanie au traité de Trianon.
En 1940, à la suite du deuxième arbitrage de Vienne, elle est annexée par la Hongrie jusqu'en 1944, période durant laquelle sa communauté juive est exterminée par les nazis. Elle réintègre la Roumanie après la Seconde Guerre mondiale au traité de Paris en 1947.

## Politique
| Parti | Parti                                      | Sièges |
| ----- | ------------------------------------------ | ------ |
|       | Parti social-démocrate (PSD)               | 1      |
|       | Parti national libéral (PNL)               | 4      |
|       | Alliance des libéraux et démocrates (ALDE) | 1      |
|       | Union démocrate magyare de Roumanie (UDMR) | 5      |

## Religions
En 2002, la composition religieuse de la commune était la suivante :
- Catholiques romains, 41,86 % ;
- Chrétiens orthodoxes, 32,07 % ;
- Réformés, 15,70 % ;
- Pentecôtistes, 6,78 % ;
- Grecs-Catholiques, 2,30 % ;
- Baptistes, 0,87 %.

## Démographie
La commune de Ciuhoi est à majorité hongroise, surtout concentrée dans le village de Sâniob, alors que les autres villages sont à majorité roumaine.
En 1910, à l'époque austro-hongroise, la commune comptait 2 042 Hongrois (60,31 %), 1 253 Roumains (37,00 %) et 88 Slovaques (2,60 %).
En 1930, on dénombrait 1 460 Roumains (42,92 %), 1 148 Hongrois (33,74 %), 682 Slovaques (20,45 %), 62 Juifs (1,82 %) et 45 Roms (1,32 %).
En 1956, après la Seconde Guerre mondiale, 2 198 Hongrois (55,80 %) côtoyaient 1 728 Roumains (43,87 %).
En 2002, la commune comptait 1 163 Hongrois (50,60 %), 971 Roumains (42,25 %) et 154 Roms (6,70 %). On comptait à cette date 1 084 ménages et 1 021 logements.
| 1880  | 1890  | 1900  | 1910  | 1920  | 1930  | 1941  | 1956  | 1966  |
| ----- | ----- | ----- | ----- | ----- | ----- | ----- | ----- | ----- |
| 2 249 | 2 711 | 3 034 | 3 386 | 3 343 | 3 402 | 3 578 | 3 939 | 3 679 |

| 1977  | 1992  | 2002  | 2007  | - | - | - | - | - |
| ----- | ----- | ----- | ----- | - | - | - | - | - |
| 3 439 | 2 359 | 2 298 | 2 213 | - | - | - | - | - |

## Économie
L'économie de la commune repose sur l'agriculture et l'élevage. La commune dispose de 4 478 ha de terres agricoles réparties comme suit :
- terres arables, 3 439 ha ;
- prairies, 185 ha ;
- vignobles, 231 ha ;
- vergers, 7 ha ;
- pâturages, 616 ha ;
- forêts, 856 ha.

## Communications

### Routes
Ciuhoi est située sur la route régionale DJ767A qui rejoint Sâniob, Sânnicolau de Munte et Săcueni au nord et la DJ191 Oradea-Margita au sud.

## Lieux et monuments
- Ciuhoi, église orthodoxe datant de 1900[7] ;
- Sâniob, église catholique datant de 1896 ;
- Sâniob, ruines du château médiéval du XIVe siècle ;
- Cenaboș, église orthodoxe datant de 1866[7].